# Pheronema gigas
Pheronema gigas är en svampdjursart som beskrevs av Schulze 1886. Pheronema gigas ingår i släktet Pheronema och familjen Pheronematidae.
Artens utbredningsområde är havet kring Nya Zeeland. Inga underarter finns listade i Catalogue of Life.